# Chierika Ukogu
Chierika "Coco" Ukogu (sinh ngày 2 tháng 10 năm 1992) là một tay chèo chuyên nghiệp người Nigeria gốc Mỹ. Trong năm 2015 FISA Phi Olympic Qualification Regatta, cô đủ điều kiện để đại diện cho Nigeria tại Olympic 2016 Summer ở Rio de Janeiro, Brazil, khiến cô trở thành người Nigeria đầu tiên đạt được kỳ công đó. Để thi đấu tại Rio, cô đã quyên góp được 15.000 đô la thông qua trang GoFundMe của mình và tiếp tục lọt vào vòng bán kết C/D, vòng tranh chấp không có huy chương; sau khi xếp thứ 5 trong nhóm của cô.